# فرگشت پس‌رونده
فرگشت پس‌رونده (به انگلیسی: Catagenesis) یک اصطلاح باستانی از زیست‌شناسی فرگشتی است که به جهت‌های فرگشتی اشاره دارد که «پس‌رونده» در نظر گرفته می‌شوند. این اصطلاحی بود که برخلاف فرگشت پیش‌رونده استفاده می‌شد، که در کاربرد کنونی به فرگشت یک جمعیت واحد به شکل جدیدی بدون خطوط منشعب از تبار اشاره می‌کند.